# Aubrevillea
Aubrevillea es un género de planta perteneciente a la familia de las fabáceas.  Comprende 2 especies descritas y  aceptadas.

## Taxonomía
El género fue descrito por Pellegr.  y publicado en Bulletin de la Société Botanique de France 80: 466. 1933.
Etimología
Aubrevillea: nombre genérico que fue otorgado en honor del botánico francés André Aubréville.

## Especies aceptadas
A continuación se brinda un listado de las especies del género Aubrevillea aceptadas hasta agosto de 2012, ordenadas alfabéticamente. Para cada una se indica el nombre binomial seguido del autor, abreviado según las convenciones y usos.
- Aubrevillea kerstingii (Harms) Pellegr.
- Aubrevillea platycarpa Pellegr.